# (33004) Dianesipiera
(33004) Dianesipiera (1997 EP) – planetoida z grupy pasa głównego asteroid okrążająca Słońce w ciągu 5,53 lat w średniej odległości 3,13 j.a. Odkryta 2 marca 1997 roku.